# Prisión de Lukiškės
La Prisión de Lukiškės (en lituano: Lukiškių kalėjimas) fue una cárcel en el centro de la ciudad de Vilna, la capital del país europeo de Lituania, cerca de la Plaza de Lukiškės. Según datos de 2007, se encontraban  en ella unos 1.000 prisioneros y dio empleo a unos 250 guardias de prisión. La mayoría de los presos estaban allí bajo arresto temporal a la espera de las decisiones judiciales o transferencias a otros centros de detención. El Gobierno de Lituania cerró en 2019 su histórica prisión de Lukiskes.

El complejo penitenciario, ubicado en el centro, tiene una extensión aproximada de dos hectáreas. Se compone de seis edificios, incluyendo un hospital y la iglesia ortodoxa de San Nicolás, construida en 1905.

Esta prisión fue construida entre 1901 y 1904. Durante la Rusia zarista y la Segunda República de Polonia (1922-1939) se empleó para encarcelar opositores políticos. Durante la invasión alemana a la URSS, el Comisariado del Pueblo para Asuntos Internos (NKVD) soviético, utilizó las instalaciones para fusilar prisioneros. Y durante la ocupación nazi, la Gestapo encerró en ella a miles de judíos del gueto de Vilna y a polacos.

115 años estuvo funcionando en el centro de la capital la prisión de Lukiskes, entre 1904 y 2019, cuando fue cerrada.